# بست (مقاطعة ديواندرة)
بست (بالفارسية: بست) هي قرية تقع في قسم تشهل تششمه الريفي (مقاطعة ديواندرة) في إيران. يقدر عدد سكانها بـ 589 نسمة بحسب إحصاء 2016.